# Phloeodes
Phloeodes es un género de coleóptero de la familia Zopheridae.

## Especies
Las especies de este género son:
- Phloeodes aequalis
- Phloeodes angustus
- Phloeodes collaris
- Phloeodes convexulus
- Phloeodes corrosus
- Phloeodes denticulata
- Phloeodes diabolicum
- Phloeodes doyeni
- Phloeodes elongatus
- Phloeodes emarginatus
- Phloeodes latipennis
- Phloeodes ovipennis
- Phloeodes plicatum
- Phloeodes pustulosum
- Phloeodes remotus
- Phloeodes scaber
- Phloeodes torvus